# Trauern

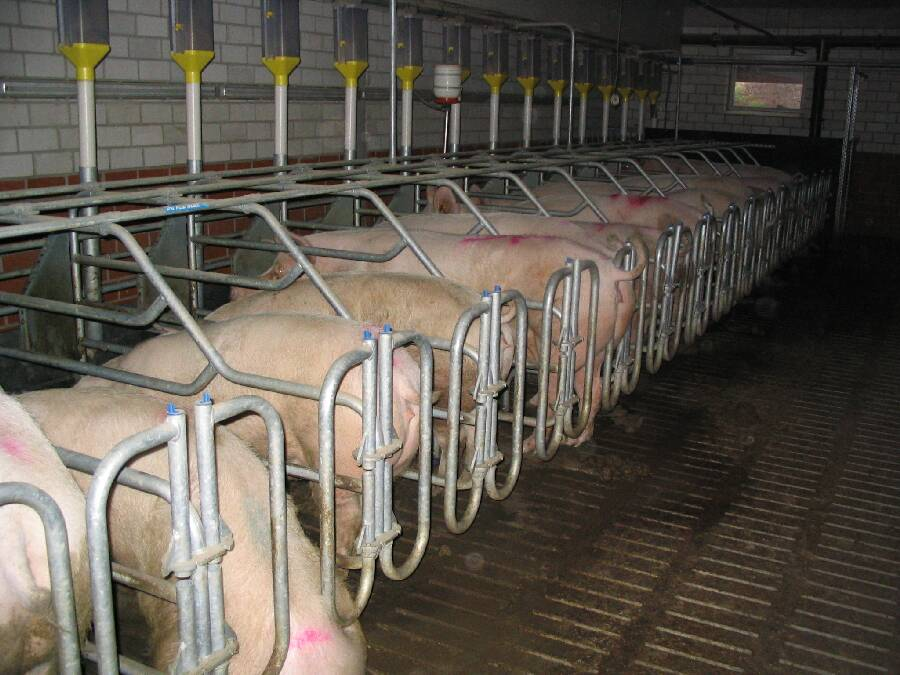
Sauen in dieser Kastenstandhaltung können das Trauern entwickeln

Trauern ist ein Verhalten bei Schweinen in der Schweineproduktion. Beim Trauern sitzen die Tiere hundeartig auf ihrer Hinterhand, häufig an die Buchtenwand gelehnt mit gesenktem Kopf und teilweise oder ganz geschlossenen Augen. Dabei zeigen sie keine Reaktionen und wirken apathisch. Die Störung tritt am häufigsten bei Sauen im Kasten- oder Anbindestand sowie bei Mastschweinen in der Haltung ohne Einstreu auf.
Trauern ist ein Anzeichen für mangelhafte Haltungsbedingungen und lässt sich unter anderem auf Beinschwäche aufgrund von Bewegungsmangel, eine die Tiere am Ablegen hindernde zu niedrige Temperatur des Untergrunds und eine allgemein reizarme Umgebung zurückführen.
Andere Reaktionen von Schweinen, die auf ähnliche Ursachen zurückzuführen sind, sind Stangenbeißen, Leerkauen und Weben. Tierrechtsorganisationen wie die Albert Schweitzer Stiftung für unsere Mitwelt kritisieren, dass die „Verhaltenstörungen“ in der Massentierhaltung für eine höhere Produktivität in Kauf genommen werden und fordern artgerechtere Haltungsbedingungen.